# R-21 (pocisk)
R-21 (NATO: SS-N-5, Sark) – radziecki pocisk balistyczny średniego zasięgu klasy SLBM, wystrzeliwany z okrętów podwodnych projektów 629A, 658M oraz 667 (ostatni z nich nigdy nie został zbudowany). Pociski R-21 były pierwszymi radzieckimi pociskami balistycznymi wystrzeliwanymi z zanurzonego okrętu podwodnego. Przenosiły one oddzielaną od pocisku głowice jądrową na odległość do 1400 km.